# ラブプラス
『ラブプラス』（Loveplus）は、コナミデジタルエンタテインメントが製作した恋愛シミュレーションゲーム。第1作はニンテンドーDS向けに2009年9月3日に発売され、その後様々な続編が発売された。
本項では次に挙げる続編・派生作品についても記述する。
- 『ラブプラス+』 マイナーチェンジ版
- 『NEWラブプラス』 ニンテンドー3DS版
- 『NEWラブプラス+』 『NEW-』のマイナーチェンジ版
- 『ラブプラス i』 iPhone/iPod touch向けアプリ
- 『ラブプラス アーケード カラフル Clip』 アーケードゲーム
- 『ラブプラス MEDAL Happy Daily Life』 メダルゲーム
- 『ラブプラス コレクション』 ソーシャルゲーム(2014年6月30日をもってサービス終了)
- 『ラブプラス EVERY』スマートフォンアプリ（2020年8月5日をもってサービス終了）

## 概要
ゲームに登場する3人のヒロインのいずれか1人と恋人同士になり、高校2年生のまま相思相愛の親密な関係を楽しめる。
コナミの『ときめきメモリアル』シリーズをはじめ、従来の恋愛シミュレーションゲームの大半は恋人になることがゲームの目的だったのに対し、ラブプラスシリーズはヒロインがプレイヤーの「彼女（恋人）」になってからの『その後』を主軸としている点が最大の特徴として挙げられる。プロデューサーの内田明理によると、「長く楽しめるゲームにしたかった」ため、「攻略すれば終わり」ではなく、恋人となってからの毎日がエンドレスで続く構成となった。ただし、誰とも恋人にならずに100日が経過すると、卒業となりゲームオーバーとなる。
従来の恋愛シミュレーションゲームに近い「友達パート」のクリア後に移行する「恋人パート」では、DS本体の内蔵時計と連動した「リアルタイムクロック（RTC）」により、現実の時間や季節に合わせたリアルタイムの「恋愛生活」を体験できる（ゲーム内に誕生日イベントは存在するが、年齢は変わらない）。またタッチパネルやマイク（音声認識）などニンテンドーDSおよび3DSの機能を活かした、デート中にスキンシップを取る・ヒロインに話しかける等のコミュニケーション機能も大きな特徴となっている。
ディレクターの石原明広によると、「今後何かフランチャイズ展開ができるようなことがあれば、データの引き継ぎができるようにしたい」という発言からも分かる通り、ワイヤレス通信によるセーブデータ交換機能が付いている。
登場ヒロインのタイプは「文武両道なお嬢様（同級生）」、「ツンデレ（年下）」、「おっとり（年上）」の3人が用意されており、やり取り次第で髪型・服装・性格が変化するなど、同じヒロインでも他のプレイヤーとは異なる自分だけの彼女に成長してゆき、プレイヤー次第でさまざまなシチュエーションが楽しめるのも特徴となっている。
これらの要素が受け、口コミなどから販売数を伸ばした結果、「ラブプラス」は恋愛ゲームとしては異例の20万本を超えるヒットとなり、「ラブプラス+」と「NEWラブプラス」も販売数が10万本を超えた。

## 反響と経緯
発売日である2009年9月3日には、「ラブプラス」がmixi日記「注目のキーワード」1位となった。
2009年9月10日付けの産経新聞紙面で記事になるなど、各種メディアで取り上げられた。
『テレビブロス』2009年10月3日号にてヒロインの1人である高嶺愛花が表紙を飾り、翌年の6月26日号では地域限定の北海道・関東・九州版に高嶺愛花、中部版に姉ヶ崎寧々、関西版に小早川凛子の3人が5種類の表紙を飾った。
2009年12月7日に放送された日本テレビ系列のバラエティ番組『人生が変わる1分間の深イイ話』にて本作が取り上げられ、「恋愛ゲーム『ラブプラス』ブームの深イイ演出」と紹介された。
2009年12月23日にはクリスマスイベントとして、東京都内3か所のケーキ店で3人のヒロインをイメージした特製ケーキが各100個限定販売された。既存ファンのみならず先述の『1分間の深イイ話』を見てラブプラスに興味を持った一般層も巻き込む大混乱が予想されたため、コナミは販売当日の朝8時に公式ページで販売店を発表、さらに彼女同伴（ラブプラスモードなど恋人パートであることを証明できるプレイ画面の提示）を購入条件とした。しかし、公式発表直後に情報を得たファンがSNS・Twitterなどを駆使して情報を拡散、各地からファンが殺到して3店舗とも開店前に完売した。特に寧々のケーキが販売された六本木の店舗は公式発表から僅か1時間で完売が確定するという凄まじさだった。
『ファミ通』2010年2月24日号にて、『ラブプラス』の次回作『ラブプラス+』の開発が始動していることが明らかとなった。また同誌のインタビューにて、内田プロデューサーは「（次回作でも）キャラクターは変わらない」「セーブデータを引き継げる（ラブプラスを起動したDSとラブプラス+を起動したDSが同時に2台必要。ラブプラス+内蔵の引き継ぎ用ツールを無線通信を使いラブプラス側に送信、双方でツールを起動して引き継ぐ）」などを述べている。同日に、『ザ★ビシバシ』（アーケード）で、ヒロイン3人の登場するミニゲーム「弾んで! 跳んで! ラブジャンプ!!」が追加配信された。
また2010年4月5日には、iPhone/iPod touch用アプリとして『ラブプラス i』がApp Storeを通じて配信されることが決定。愛花・凛子・寧々それぞれのアプリが配信され、iPhoneの機能を活かす形で画面をタッチする事で時間を教えてくれたり話しかけてくれる「コミュニケーション機能」、専用のARマーカーを撮影することで画面上で現実の風景に彼女の姿が表示される「ARカメラ機能」、スケジュール登録可能な「カレンダー機能」が搭載され、今後もアップデートで機能を増やすとしている。なお発売当初は本編の移植と誤解されることもあったが（連動要素は後に実装）、コミュニケーション機能を核とした統合アクセサリに分類される。
2010年7月10日から8月31日まで、前月の6月24日に発売された「ラブプラス+」に追加された旅行イベントの舞台となった熱海市で『熱海ラブプラス現象（まつり）』イベントが開かれた。初日の開会式典では斉藤栄熱海市長がスピーチし、市内の一部店舗・施設を彼女同伴（条件は前年のクリスマスケーキと同じだが対象ソフトはラブプラス+）で利用すると割引などのサービスが受けられる、『ラブプラスi』用のARマーカーが市内各地に設置されるなど、全市を挙げたイベントとなった。
2010年9月29日に幕張メッセで行われた「任天堂カンファレンス2010」にて、ニンテンドー3DS向けに『Project ラブプラス for Nintendo 3DS（発表当時の仮題・その後NEWラブプラスに変更）』の制作が発表された。
2010年9月に行われた財団法人デジタルコンテンツ協会主催の第25回デジタルコンテンツグランプリ審査会で、『ラブプラス』・『ラブプラス+』が優秀賞を受賞、翌10月の授賞式に内田プロデューサーが出席した。
2010年12月23日にはクリスマスイベントとして、東京ミッドタウンホール（コナミ本社・コナミスタイル六本木店所在地）にて『メリープラスマス2010』を開催。ヒロイン3人によるライブや3DS版ラブプラスの開発状況報告をはじめ、キャドバリー・ジャパン（現・日本クラフトフーズ）ののど飴「ホールズ」とのコラボレーション（寧々のみ）、三井住友カードとの提携クレジットカード「ラブプラスVISAカード」の発行、そして内田プロデューサーが率いる社内プロダクション『ラブプラスプロダクション』の設立が発表された。
2011年9月13日に東京国際展示場にて開催された「ニンテンドー3DSカンファレンス2011」において、同年12月8日にニンテンドー3DS向けの新作「NEWラブプラス」が発売されることを発表。しかし、後に諸事情により発売日が翌年2012年2月14日に延期となり、これに伴い内田シニアプロデューサーも発売延期に関するメッセージを掲載した。
2012年2月6日、講談社文庫より「読書月間推薦図書キャンペーン」として、ミノ☆タロー書き下ろしカバーイラスト付の文庫本が発売された。同月発売の「NEWラブプラス」では『読書月間』というイベントが発生し、実在する図書が推薦図書として登場する。カバー下は通常の変更のないカバーが巻かれたままの図書があり、第1弾に指定された作品は「赤毛のアン（L・M・モンゴメリ／掛川恭子訳・愛花の推薦）」、「ぼくのメジャースプーン（辻村深月・凛子の推薦）」、「魍魎の匣（京極夏彦・寧々の推薦）。なおこのラブプラスカバーが巻かれた文庫本は、発売から数日で増刷が決定した。
2012年12月27日、『NEWラブプラス』のダウンロード版をニンテンドー3DSのニンテンドーeショップにて配信開始。価格は4,800円。ダウンロード版を保存するのに必要なSDメモリーカードの空き容量は、1.8GB(14,400ブロック)以上。
2013年7月4日に発売された『週刊ファミ通』2013年7月18日・25日合併号にて、3DS用ソフトとしては2作目となる『NEWラブプラス+』を発売すると発表した。なお、この発表の時点から当面の間は詳しい情報が発表されなかったが、2014年1月10日に同年3月27日に発売すると発表した。
2015年3月に、内田のコナミ退社とラブプラスプロダクションの解散が相次いで発表され、『ラブプラス』シリーズの今後の動向が注目されたが、同年3月18日に、コナミが『ときめきメモリアル』シリーズともども、「今後も制作を継続する」と発表した。

## 『ラブプラス』からの『ラブプラス+』の主な変更点
『ラブプラス+』は、基本的な部分は『ラブプラス』と変わらないが、追加された要素や改良点がある。
- 彼女が呼んでくれる名前の種類が増えた。
- DS内蔵の時計とは別に、任意でゲーム用の時間を設定できるようになった（前作『ラブプラス』にも実装されていたが、ゲーム開始時にアナウンスするようになった）。
- 通信の際に使用する「名刺」を導入。それに伴い、通信の際に相手側に表示されるハンドルネームも導入された。
- 「ラブプラスモード」に、ミニゲーム「もえろ!対戦ぱずるだま」や、彼女とストレッチ・腹筋・腕立て伏せといったエクササイズができる「いっしょにトレーニング」などが追加。
- スキンシップやキスを任意でスルーできるようになった。また、スキンシップなしの「ショートキス」が導入された。
- 1泊2日で熱海へ旅行に行くイベントが追加。
- 「彼女との喧嘩」や「主人公や彼女が風邪を引く」といったネガティブ系のイベントが追加。
- 「ご当地ラブプラス」が追加。全国各地のDSステーションで都道府県別のマスコットを入手、コレクションできる。マスコットは各都道府県の名産品などを模したコスチュームを3人のヒロインが着ているというもので、通信機能を利用（プレゼントとして名刺に添付）して交換することも可能。

など。
前作「ラブプラス」からの引継ぎも可能だが、引き継ぎツールやセーブデータの送受信にDSダウンロードプレイ（無線通信）を使用するため、本体が2台必要となる。

## NEWラブプラス
ニンテンドー3DS版。2012年2月14日発売。

### 主な新要素・変更点
ニンテンドー3DS専用ソフトとしてほぼ1から作り直されたため、新要素や変更点は非常に多い。主にここがNEW | NEWラブプラスより。
新要素
- ジャイロセンサー - 本体内蔵のジャイロセンサーを活用して、様々な角度から彼女を見ることができる。写真撮影時のみ有効・常時有効と切り替え可能。
- 写真撮影 - ゲーム内でカメラを入手することで、登下校時やデート中などあらゆる場面で彼女の写真を撮影できるようになる。ジャイロセンサーとも連動して任意のアングルで撮影が可能となっている。さらに追加パーツを購入することで特殊効果等の機能追加も可能。手ブレやピンぼけも発生する（これらを軽減する追加パーツもあり）。撮影した写真はアルバムに保存されて（最大100枚）、名刺やゲーム内のイベントで使用できる。またデータ出力機能を使ってニンテンドー3DSカメラのアルバムに追加することで、落書き等の編集・インターネットブラウザーを使ったアップロード・SDメモリーカードリーダーを介したパソコンへの写真転送等が可能。
- カレシロック - 内蔵カメラと顔認識エンジンを使用したロック機能。友達パート開始時または引き継ぎ直後のチュートリアルで、本体内側のカメラを使ってプレイヤーの顔を登録する（セーブデータ毎に1回限り・再登録不可）。登録後設定画面から有効化すると（データロード・ラブプラスモード中放置・スリープモード解除それぞれ設定可）、有効化した動作を行った時にカメラを使った顔認証が行われる。プレイヤーの顔が正常に認識されると彼女が歓迎の言葉をかけロックが解除されるが、プレイヤー以外の人物の顔が認識されると彼女は素っけない態度をとりロックは解除されない。どうしてもロック解除できない場合に備え、非常用のコマンドによる解除手段も用意されている。
- 紹介機能 - 「カレシロック」同様、内蔵カメラと顔認識エンジンを使用。本体内側のカメラでプレイヤー以外の人物（友人・家族など）を認識し、その人物と挨拶や会話ができる。
- 街の声 - デート（お出かけ）スポットの評価（人気の高さ）・メッセージなどのプレイ情報がマップ上に表示される。自分のプレイ情報は、通信メニューからコナミのサーバーにアップロードするか、すれちがい通信で交換する。通信メニューからアップロードされたプレイ情報は、コナミが集計およびフィルタリング（不適切な単語を含むメッセージの排除）を行い、いつの間に通信で随時配信される。
- とわのウォッチャー - いつの間に通信で配信されるゲーム内情報誌。内容は主に、人気のあるデートスポットと食事メニュー（街の声の集計ベース）・プレイヤーへのアンケートと集計結果。
- 青春の1ページ - 彼女の視点で展開されるミニドラマ。特定の日付になるなどの条件を満たすと始まり、一話ずつ進行する。
- 読書月間 - 図書委員として、推薦図書を彼女と一緒に読むイベント。彼女毎に図書が指定され、どこまで読んだかを確認しあったり意見・感想を交換することができる。期間は開始イベント発生から100日間で、期間中スケジュールに表示される「読書月間」コマンドを指定して読書を行う。推薦図書は前述の通り。なおこのイベントは、6月に配信された修正パッチ（後述）を適用すると開始イベントが発生しなくなる（パッチ適用前に開始していた場合は継続）。
- ゲーム内通貨 - 単位は「リッチ」。ゲーム内での行動・本体のゲームコインからの換金・アーケード版との連動（後述）などで獲得、アイテム購入やデートなどで使用する。
- お食事デート - 前作まではデートでレストランなど食事のできるスポットに行っても会話のみであったが、今作ではメニューが登場して好きな料理を注文できる。原則としてゲーム内通貨の消費を伴うが、消費しないメニューも用意されている。
- 料理 - 彼女との食事を繰り返すと、プレイヤー（または彼女）の自宅で彼女が朝食（夕食）を作ってくれることがある。レシピ数や料理の腕はイベントを重ねるごとに上達していく。またゲーム内通貨でレシピ本や調味料といったアイテムを購入して彼女にプレゼントすることで、レシピの増加速度および上達速度の向上が期待できる（ただし料理の腕を下げる調味料も存在する）。
- 目標 - 前作までのやり込み度合いを示す目に見える指標は「交際日数」や「称号」であったが、今作からは、PlayStation 3のトロフィーに相当する「目標」が追加された。一定回数デートする・ミニゲームのハイスコア更新などの条件を達成すると獲得できる。獲得した目標はマイページから確認でき、獲得した目標によってはイラスト・名刺デザイン追加等の特典もある。
- どこでもデート - 観光地など実在するスポットの写真を使ってデートコースを作成できる。専用エディタのカメラ機能で彼女の動作を指定して写真を撮影し（ニンテンドー3DSカメラなど他ソフトからのインポートは不可）、その後障害物等の指定やスポット情報の編集を行い「スポット」を作成する。そして複数のスポットを連結することで「デートコース」が作成される（最大5スポット）。作成したデートコースはSDメモリーカード内に保存され、通信機能で他のプレイヤーと直接交換したり、コナミのサーバー経由で全国のプレイヤーに配信することも可能。なお専用エディタは当初「ラブプラスTOOLS」に搭載される予定だったが、発売延期に伴いソフト本編に搭載されることになった。

変更・強化点
- グラフィック刷新 - 前作（『ラブプラス+』）からキャラクターモデルを刷新。精細化・裸眼立体視対応の他、動作パターンや髪型の種類も大幅増加。
- アイテム増強 - カメラで使う追加パーツをはじめ、プレイヤーが彼女にプレゼントするアイテム（アクセサリー・服など）も前作から大幅増加。さらにパスワード入力が導入され、コラボレーション等で発行されるコードの入力によって特別なアイテムやゲーム内通貨を入手可能。
- マップ拡張 - 前作からマップが大幅に拡張され、新エリア「とわのひがし」追加をはじめ、多くの新スポットが追加された。また「街の声」や「とわのウォッチャー」によって、店やスポットの状態が変化する。
- 縦・横持ち両対応 - 前作までは本体を縦に持つ「縦持ち」を前提に作られていたが、今作は一般的な「横持ち」用の操作体系も追加され、本体内蔵の加速度センサーを用いて自在に切り替えることができる。横持ち時は裸眼立体視によって立体的な彼女および風景を見ることができ、縦持ち時は裸眼立体視が無効化される代わりに背景が左画面に拡張されて横持ちでは表示しきれない部分も表示される。また左利きにも対応する（縦持ち時）。
- メニュー - 多機能化に伴い、メニュー構造が大きく変更された。トップメニューはスケジュール・メール等の主要コマンドを左側（縦持ち時は下側）に集約し、残ったスペースに他のコマンドを種類毎に階層化して配置している。背景に貼る壁紙を指定可能で（プリセットおよびアルバム）、どの階層からでもワンタッチでトップメニューに戻るボタンも備えている。9月配信の修正パッチではトップメニューに戻るボタンが以前より大きくなった。
- スキンシップ・キス - 前作まで別であった会話モードとスキンシップモードを統合して、会話中であっても人目ゲージ（横持ち時は下画面に彼女のシルエット）が出ていればいつでもスキンシップを取れるようになった。前作までは触る（タッチ）・撫でる（スライド）だけであったスキンシップのバリエーションも、くすぐる（素早くスライド）・引き寄せる（一定時間ホールドして手前にスライド）・突き放す（引き寄せの逆）の3種類が加わった。また前作までは撫でるだけだったキス前のスキンシップでも、全てのスキンシップパターンを使用できる。前作で追加された「ショートキス」も継承。なお、スキンシップ・キスの好みは前作から大きく変わっている。
- カノジョ通信 - 3DS本体でフレンドコードを交換した同ソフトのプレイヤーと通信を行うと彼女同士が仲良くなり、相手の彼女とお出かけする・写真を送ってくる等のイベントが起きることがある。
- 名刺 - 台紙デザインの増強をはじめ、シールによる装飾やゲーム内で撮影した写真の添付も可能。作成した名刺をアーケード版で印刷することもできる（表のみ）。
- すれちがい通信 - 設定時に名刺やつぶやきなどのデータが3DS本体に登録され、他の3DS対応ゲームやソフトを利用していてもすれちがい通信が可能になる（通信対戦などすれちがい通信以外の通信中を除く）。
- リアルタイムモード - 前作までにあったデータロード後のモード選択画面が廃止され、必ずリアルタイムモードから起動するようになる。スキップモードには、リアルタイムモードのイベント等を確認後トップメニューから切り替える。なおデータ選択画面にある切替ボタンは、スキップモードではなく「回想モード（後述）」の切替である。また生活スタイルに合わせてゲーム内の時刻を任意で進めることもできる（最長24時間・戻すことはできない）。なお9月配信の修正パッチにより、前作までにあった「本体時計に合わせる」機能が復活した。
- 彼氏力（プレーヤーのパラメータ） - 彼氏力の上昇によって蓄積されデートで消費されるデートポイント（ハートマーク）の上限が4個から6個に拡張された。また前作までは恋人パートでデートポイントが1個以上溜まっても彼氏力ゲージは最右端を維持していたが（カンスト状態）、今作ではゲージが最右端に達するとデートポイントに変換され、余った彼氏力がリセットされたゲージに追加される。逆に彼氏力減少時にゲージ0からさらに減少する場合はデートポイントが減ってゲージに還元される。
- デート - 前作までは1回のデートでデートポイントが全て消費されていたが、今作ではデート毎に使用ポイント数を指定できるようになり、一部だけ使用して残りを次回のデートに持ち越せる他、使用ポイントの組み合わせによって様々なデートを楽しめるようになっている。また、休日以外の夕方または夜（15〜20時）にデートを予約することで「放課後デート」ができる（ただし行動範囲は休日デートより制限される）。さらに一定の称号に到達した上でゲーム内で特別なアイテムを手に入れると、彼女を「プレミアムデート」に誘うこともできる。なお前作まで存在した「基礎彼氏力」が廃止されたため、デート終了後は称号に関係なく彼氏力ゲージが一律0になる（未使用のデートポイントは保持）。
- 日常生活 - 天候変動を実装、雨や雪の日には傘をさすように。また自転車通学も可能になる。
- 友達パート - 今作から、すでに恋人パートに入ったプレイヤーでも同じセーブデータで友達パートをプレイできる「回想モード」が実装された。彼女以外のヒロインからの告白を受けても夢オチで終わり彼女は変わらないが、一定以上仲良くなったヒロインが恋人パート側で友達として登場し、下校の誘いをかける・メールを送る等の行動をとることがある。
- ToDo - 前作までにあった「チェックイベント」の代わりに追加された。現在確認されているToDoは3タイプ。
  - デートポイント要求：旧チェックイベントとほぼ同じ。期限日時点で指定された彼氏力におけるデートポイントを一定数以上保持していると完了。（例：学校の実力テスト・委員会の図書通信等）
  - 依頼：ToDo開始翌日以降のスケジュールに「ToDo」コマンドを組み込み、期限内の完了を目指す。（例：UMA写真撮影・移動販売車探索等）
  - 目標宣言：彼女に目標を宣言するタイプ。（例：中間・期末テスト。学年何位以内に入るかを宣言し、テスト期間に出題されるクイズに一定数以上正解すると達成）

ToDoは当初事前予告なしに発生して原則回避できなかったが、9月配信の修正パッチ適用後はマイページのToDoリストから挑戦したいToDoを選択して開始する方式に変更された。完了させるとチェックイベント同様にヒロインの好感度が上昇するとともにそのToDoに応じたポイントが加算されていく。獲得ポイントに応じて、イラスト・名刺デザイン獲得等の特典がある。現在開始可能・進行中のToDoおよび過去に完了させたToDoはマイページから確認できる。なお未完了のまま期限切れとなったToDoと友達パートで完了させたToDoは履歴に残らない（友達パートで獲得したToDoポイントは持ち越し）。
- ミニゲーム - 前作に収録された「もえろ!対戦ぱずるだま」のバージョンアップ版「もっともえろ!対戦ぱずるだま」をはじめ、「ツインビー+」・「イー・アル・カンフー+」の3作を収録（ぱずるだま以外の2作は原作ゲーム名末尾に+を付加したリメイク版で、いずれもアーケード版ベース）。また今作からはラブプラスモードだけでなく、メインメニューの「ミニゲーム」や特定のデートスポットでも遊べるようになり、彼女との対戦・協力プレーも可能。さらに彼女と遊んでいる場合に「ミラクル」という演出が発生することがある（プレイヤーが有利になるか不利になるかは内容次第）。なお特定スポット以外で遊ぶためには、交際を重ねて一定以上の称号に到達するか、デート・外出で特定スポットのゲームを一定回数以上遊ぶ必要がある。

その他
- ラブプラスTOOLS[28] - 旧作（ラブプラスおよびラブプラス+）のセーブデータをNEWラブプラスに引き継ぐ機能などを持つ3DS用ダウンロードソフト。NEWラブプラス本編発売前日の2012年2月13日から、ニンテンドーeショップから200円（ニンテンドーポイント）で販売。なおARカメラ以外の機能を使用するためには、初回起動時（または起動後必要時）に本体に挿入されているSDメモリーカード内に追加データを作成する必要があるが、本編の追加データが存在しない場合は作成に時間を要することがある（標準搭載の2GBカードで約30分[注 2]）。
  - データ引き継ぎ：プロフィール・ギャラリー等ほぼ全てのデータを引き継げる。もちろん、NEWラブプラスの3DSカードと恋人パートのセーブデータが存在する旧作のDSカードが必要だが、3DS本体はTOOLSを導入した1台だけでよい。メニューから「データ引継」を選択後、旧作のDSカードをスロットに挿入して引き継ぎ用の中間データを追加データ領域に書き出す。TOOLS上での作業はここまでで、残りの作業（中間データの読み込み以降）はDSカードをNEWラブプラスに差し替えて本編上で行う。
  - ARカメラ：「ラブプラス i」と同様に、コナミが公式サイト上で配布するARマーカーを撮影することで現実空間内に彼女が出現する。追加データ作成前に登場するのは髪型・髪色が初期状態の彼女だけだが、作成後は本編の彼女を登場させることも可能（本編側で「カノジョデータ出力」が必要）。撮影した写真はメニューの「アルバム」から閲覧できる（本編のアルバムとは別）。ただし現時点では本編と違い、ニンテンドー3DSカメラのアルバムに書き出すことはできない。また使用するARマーカーは白黒2色の「ラブプラス i」と違って多色カラーで、「ラブプラス i」用のマーカーは読めない。
  - データ出力：ARカメラで読み込まれた特殊なARマーカーを本編に反映させるための中間データを書き出す。中間データは本編起動時に自動的に読み込まれる。なお本編の「カノジョデータ出力」と同じ領域を使用しているため、本編でデータ出力を行うと中間データは上書きされる（逆も同様）。

またセーブデータの個数については、前述の通り発売日が延期となった事情もあり不明となっていたが、前2作と同じ3個となった。

### 問題点
発売直後から発覚したハード面の不具合が多く発生し、問題となった。
- 2月14日の発売直後から、バグ・フリーズなどゲームの進行に支障をきたす致命的不具合の報告が相次いだ。
- また「ラブプラスTOOLS」にも不具合が見つかっている。特に旧作からのデータ引き継ぎ機能で、引き継ぎ後にデータが欠損・変化する事例が多数報告された。コナミはこの件についてしばらく沈黙していたが、2月24日にTOOLSの修正版を準備中であると発表、4月16日から配信を開始した。すでにTOOLSを購入しているプレイヤーは無償で更新できるが、修復方法は全13ページにわたる操作マニュアルと説明動画が用意されるほど非常に複雑で、手順を誤るとデータ消失のおそれがあるとしている。そのためコナミは今回の更新について「あくまで寧々の誕生日（4月20日）にプレゼントするアイテムを購入できない不具合に直面しているプレイヤーに推奨される更新で、現在不具合検証・改修を行なっている本編に合わせて修復方法を簡略化したバージョンを準備している」と発表している。
- コナミは2012年3月13日付で「NEWラブプラスに関するお詫びとお知らせ」を掲載。致命的不具合を認め謝罪するとともに、不具合検証と改修作業を行ない近日中に対応方法・時期を発表するとした。これを受けて大部分の店舗およびネット通販サイトで現行品の販売停止措置がとられているが、コナミ直営のコナミスタイルでは販売継続の要望が多数あるとして本体同梱版のみ販売を継続している。
- 2012年4月21日に任天堂がインターネット配信した「Nintendo Direct」にて、ニンテンドー3DSでパッチの配信が可能になるアップデートが予告され、その際に対応ソフトとしてNEWラブプラスの修正もアナウンスされた。
- コナミは2012年5月16日、お知らせにて修正パッチの配信時期と主な修正内容を発表した。パッチは現時点で2回配信されている。
  - 1回目（バージョン1.1）は6月13日から開始。修正内容は進行不能（フリーズ）など致命的不具合の修正、コミュニケーション機能（電話・メール・スキンシップ等）の改善、タッチ操作の反応改善、不具合のある一部ToDoの無効化、「読書月間」イベントの終了など。また、4月更新のラブプラスTOOLSでは複雑な手順を要したセーブデータ修復も自動化される。
  - 2回目（バージョン1.2）は9月19日から配信開始（当初は8月末〜9月初旬としていたが延期）。修正内容は一部高速化による操作性改善、スケジュール入力画面・アルバムの操作性改善、ToDoイベントの改善（1.1で無効化されたToDoの再開・開始方法の変更等）、「本体時間に合わせる」機能追加、いつの間に通信の受信データ反映方法改善、その他不具合修正。またバージョン1.2の配信開始と同時期に、いつの間に通信を利用したゲーム内イベント（江ノ島への日帰り旅行）追加が行われた。

なお修正パッチの適用にはバージョン4.1.0-8J以降に更新された3DS本体が必要。バージョン1.1への更新はコナミが用意しているQRコードを使うなどしてプレイヤー自身でニンテンドーeショップにアクセスする必要があるが、1.1への更新成功後はタイトル画面に追加される「更新データ確認」ボタンから1.2以降へ更新できる。
- コナミは2012年7月25日、公式サイトにてNEWラブプラスのセーブデータを含む3DS本体の引っ越し手順を公開した。「ニンテンドー3DS LL」が発売され3DSから3DS LLへ引っ越しを行うプレイヤーが相当数いるとみられるためだが、NEWラブプラスには本体時計の操作に制限が組み込まれており、本体時計がずれている状態で引っ越しを行うと連続起動等の条件が途切れる等の不具合が起きる恐れがあるとして、特別な引っ越し手順の公開に至った。しかし本体時計の日付を前後させる操作を伴うことから、NEWラブプラス以外の本体時計を参照するソフトで影響が出るおそれがある。また操作手順に一部誤りがあったことから、同月31日に修正された。なお引っ越しによりゲーム内時計が本体時計より進んだ場合は、バージョン1.2で提供される「本体時間に合わせる」機能を使って修正するよう指示されており、本体時計の再調整は推奨されない。
- コナミは2012年10月2日、コナミスタイルでの通常パッケージ版の販売を再開した。ただし修正パッチが適用されていないため、プレイヤー自身がニンテンドーeショップ経由で最新のパッチを適用する必要がある。

## NEWラブプラス+
『NEWラブプラス』の仕様を改めた、マイナーチェンジ版。ニンテンドー3DS用ソフトとして2014年3月27日に発売された。
変更点
- リアルスポットイベント - 『ラブプラス+』であった実在のスポットに彼女と旅行できるイベント。「日光・鬼怒川」での修学旅行の疑似体験、「箱根」での新婚旅行の疑似体験、『ラブプラス+』であった「熱海」も再登場する[注 3]。また、イベントを途中で中断しても、再開後に順繰りでイベントが発生するようになった[注 4]。
- 前作では横持ちに対応していたが、一部のモードを除いて縦持ちのみ対応に戻された。
- 前作で実装されていた以下の機能は、今作では廃止された。

彼氏ロック・カノジョ紹介・どこでもデートやプレイデータのアップロード（作成したデートをローカルプレイで直接送受信することは可能）・配信データのダウンロード
- 新規書き下ろしイラストを収録。

セーブデータ引継ぎ
前作からも引継ぎができることはもちろん、旧作（『ラブプラス』・『ラブプラス+』）からもニンテンドーeショップから 『NEWラブプラス＋セーブデータ引継ぎツール』をダウンロードすることで、引継ぎが可能。

## ストーリー
事情により単身とわの市へ引っ越してきたプレイヤー。私立十羽野高校に転入したてのプレイヤーと3人のヒロインとの運命的な出会い。さまざまな出来事を共有し、次第に関係を深めていくプレイヤーたち。
順不同に発生する3人のヒロインたちとの出会いは…
自由な雰囲気に惹かれて入部を希望したテニス部での、他の部員たちと行動を共にできずにいる同学年の高嶺愛花との出会い…。
ちょうど欠員があるからと任命された図書委員として、利用者たちの不評を聞きつけ探し当てた下級生の小早川凜子との出会い…。
なにかと入用な一人暮らしのために見つけたバイト先で、早くも失敗する新人バイトの教育係である上級生の姉ヶ崎寧々との出会い…。
四季折々の出来事を経て、いつの間にか互いに惹かれあっていくヒロインとプレイヤー。ヤキモチを焼かれたり、他のヒロインに浮気心を抱いたり…。
やがて運命の日がプレイヤーに訪れカノジョからの告白を受け入れるか、むなしい卒業の日を迎えることになる。
首尾よく恋人同士になれたプレイヤーは、終わる事のない愛情に満ちた高校生活の日々を送っていく。
その先のストーリーはプレイヤーとカノジョとで紡ぐ物語…。

## 登場人物
ヒロイン以外の声の出演は、『NEWラブプラス』によるもの。

### 主人公
主人公（プレイヤー）
声 - なし
十羽野高校へ転入してきた高校2年生。転入後はテニス部と図書委員会に所属し、かつファミレス「デキシーズ」でのアルバイトもこなす（但し、これらはプレイヤー自身が実施しようと思えばの話のため、加入することは強制でも、事実上幽霊部員のように参加せずに過ごすことも可能）。アパートで一人暮らしをしている。好物はサバ缶。「カレシ」と呼ばれることがある。
ゲーム冒頭部分で一人称を「俺」と「僕」のいずれかから選択するシーンがあり、以後の一人称が選択通りに固定される。同様にアパートの部屋のタイプを「学生らしいシンプルな部屋」・「大人っぽいオシャレな部屋」・「落ち着いた和風の部屋」の3種類から選択するシーンもあり、こちらも以後自室の外観が固定される。

### ヒロイン
高嶺 愛花（たかね まなか）
声 - 早見沙織
主人公と同じくテニス部に所属する高校2年生で、3人のヒロインのセンターポジション。主人公と同級生（クラスは異なる）。一人称は「わたし」。実家は開業医。
成績は常にトップクラスで女子テニス部のエースという才色兼備／文武両道／純情可憐を絵に描いたようなお嬢様で、男子にとってはまさに「高嶺の花」である。育ちの良さゆえ真面目すぎて近寄りがたい雰囲気（テニス部では「住んでいる世界が違う」とまで言われている）を醸し出している。女子ナンバー1でありながら恒例のミックスダブルス大会でも常にパートナーが不在で、新入部員の主人公と必然的にペアになる。
当初は身構えたような対応が目立つが、主人公と出会ったことで飾らない自分本来の姿を見せることができるようになっていく。主人公の助言による「オッス事件」でブレイクを果たし、部内に同性の友人を得て主人公への告白の糸口となる。
極度の負けず嫌いで、ハマるととことん突っ走る傾向がある。初期設定のポニーテールにリボンと太い眉毛が特徴で、口癖は「なんて」。リボンの色は基本的に薄いピンク色だが、恋人になると日によって色が変わるようになる。
3人のヒロインの真ん中（マナカ）で高嶺の花－がネーミングの由来。
血液型はA型。誕生日は10月5日。星座は天秤座。趣味はお菓子作りとピアノ（クラシック）。好物は焼き芋。好きな動物はウサギ。父の影響で大相撲のファンであり、楽しみにしていた取組の結果を父から不用意に聞かされ、機嫌を損ねて1週間も口をきかなかった事がある。イメージカラーは青。
家族構成は父（仁〈ひとし〉）、母（珠深〈すみ〉）の3人家族。
小早川 凛子（こばやかわ りんこ）
声 - 丹下桜
主人公と同じく図書委員会に所属する高校1年生。一人称は「リンコ」もしくは「アタシ」。主人公の事は基本的に呼び捨てか「アンタ」と呼ぶ。主人公と出会った当初は常に制服のリボンタイを付けずに携帯型音楽プレーヤーを身に着けており、一人でいることが多かった。ストーリーが進むことにより徐々に考えを改め、リボンタイをちゃんと付けるようになる。
勝気で我が強く、家庭に複雑な事情を抱えているせいか主人公と出会った当初は性格が捻くれており、主人公や自分より明らかに強い者に対しても躊躇なく暴力を振るうなど、ぶっきらぼうで無茶な行動が主人公を心配させるが、根はとても素直な寂しがり屋。
知的な人格である自負が強く「もっとバカならイイのに…」などの発言があり、通学途上での「好きって…」の解釈など哲学的深みを見せる。運動は不得意なようで、背が小さい事を気にしている。
「小キック」と自称する蹴り技を得意としており、主に失言をした主人公に対して行う。
開発当初は中学生という設定だった。
初期設定の髪形はターミネーター2のアーネスト・ファーロングがモチーフ。
NEWラブプラス開始時のSDデータ作成時に『…たぐいまれな美貌の図書委員…』と名指しでこそないが言及されるのは一人だけ。小柄さと少女らしい凛々しさがネーミングの由来。
血液型はB型。誕生日は8月17日。星座は獅子座。趣味は読書（サリンジャーなど）、音楽鑑賞（洋楽メイン・特にロンドンパンク）、アーケードゲームをプレイすること（特に格闘ゲーム）。好物はカレルビーのポテトチップスうずしお（カルビーのポテトチップスうす塩味が元ネタ）。なお物語中に現れる鯖缶がキーアイテムとされるが、特に好物なわけではない。好きな動物はネコ。イメージカラーは緑。
家族構成は父（漂介〈ひょうすけ〉）・義母（潔美〈きよみ〉）・義弟（快〈かい〉）の4人家族。新しい家族とのストレスが主人公に向かう動機となる。
姉ヶ崎 寧々（あねがさき ねね）
声 - 皆口裕子
主人公と同じく「デキシーズ」でアルバイトをしている高校3年生。一人称は「私」。主人公には「ネネさん」と呼ばせている。
大人びている性格・容姿のせいで人に頼られがちであり、面倒見がよく責任感も強いためついついその期待に応えてしまうが、本人はそれを少々負担に感じている。その負担への主人公の心遣いにトキメキを感じてしまう。
開発初期の設定は大学生で、その名残で巨乳かつ薄化粧をしており、夏季プール授業で披露するスクール水着はほとんどコスプレである。
チャームポイントは右目の泣きぼくろと甘い声（プロデューサー：寧々さんの声ありきでの開発）。ものごとを断定的に言わない傾向があり「…かな」が口癖。のど飴が好きでお腹を空かせた主人公や動物にも、のど飴をあげようとするなど素直な性格である。なにかとお姉さんぶるがこの天然さが愛嬌で嫌味にならない。
3人のヒロイン中のお姉さん格というのがネーミングの由来。
血液型はO型。誕生日は4月20日。星座は牡羊座（ただしゲーム内では牡牛座と言っている）。趣味は家事、ホラー映画の鑑賞。ホラー映画の深夜のビデオ返却や、主人公と同じ映画のタダ券を店長にもらった事などが親しくなるきっかけとなる。「New」ではのど飴の袋を収集する趣味が追加され収集数はスクラッチブック5冊にも及ぶ。好きな動物はタヌキ。イメージカラーはピンク。
家族構成は会社員の父親、専業主婦の母親（菜々子〈ななこ〉）の3人家族。
以下はソーシャルゲーム版のみ登場する。
雪乃 玲（ゆきの あきら）
高校2年生。秋田県からの転校生で、十羽野高校に転校して来た。妹がいる。DSのゲームには未登場。
血液型はA型。誕生日は11月21日。星座はさそり座。趣味はジグソーパズル。大切なものはぬいぐるみ。好きな動物はシマリス。イメージカラーはオレンジ。

### 十羽野高校
担任教師
プレイヤーのクラスの担任教師で、女性。「図書委員がいないから」と、転校早々プレイヤーを図書委員に任命した張本人でもある。
鈴木先生
声 - 田中秀幸
愛花のクラスの担任教師で、テニス部の顧問。男性。昼休みに屋上で昼寝をする習慣がある。既婚で、第一子が生まれた。
図書委員の顧問の先生
声 - 稲田徹
図書委員の主人公に読書感想文を書くように依頼。
校則指導の先生
声 - 不明
凛子の担任で校則指導の男性教師。
軽井沢由佳
寧々のクラスの担任教師で、体育教師。女性。
大岩正美（おおいわ まさみ）
声 - 増谷康紀
テニス部の立て直しに臨時コーチとしてやってくる。テニスをしているとは思えない、どちらかといえば格闘技向きの体格をしているが、現役時代は全日本選手権で優勝していたほどテニスの腕は一流で、現在は指導者として海外のプロにも指導している。校長の知人で丁度オフで帰国していたのもありテニス部の指導を引き受けた。いわゆる「鬼コーチ」で部員に厳しく接しているが内心生徒思いの情に厚い男で、サングラスの下には美少女のような睫毛の長いツブラな瞳が隠れている。
手塚義公（てづか よしたか）
声 - 鈴木賢
3年生でテニス部の男子部長。選手としては優秀だが元々やる気をなかなか起こさない消極的な性格で、「年功序列で部長になった」と部長としての自覚がなく、人をまとめるという点では有能とは言えない。テニスの腕は部内で3番手。
三好英子（みよし えいこ）
声 - 池辺久美子
2年生で愛花の友人。同じテニス部に所属して愛花と同じクラス。最初は愛花と距離をおいていたが、オッス事件以降、急激に仲良くなった。以降、愛花とダブルスを組んでいる。
小牧実奈（こまき みな）
声 - 伊藤かな恵
1年生でテニス部の後輩。文武両道な愛花に憧れを抱いている。
成戸叉則（なると またのり）
声 - 宮坂俊蔵
2年生で主人公と同じクラス、同じテニス部に所属している。ラーメンを「メンラー」と言う。
佐々木万理（ささき まり）
声 - 沢城みゆき
1年生で図書委員。「忌々しい」が口癖。
長倉侑子（ながくら ゆうこ）
声 - 白石涼子
2年生で図書委員。長身で、「ごめんなさい」が口癖。
原あい（はら あい）
声 - 野中藍
1年生で帰宅部。凛子の数少ない友人。
浅利颯子（あさり さつこ）
声 - 冨岡美沙子
3年生。寧々の親友でクラスメイト。サバサバした性格。ハンドボール部に所属。

### 戸鳴野高校
蝶野ゆかり（ちょうの ゆかり）
声 - 浅野真澄
2年生で女子テニス部のエース。
黒木修（くろき おさむ）
声 - 赤羽根健治
2年生で男子テニス部のエース。

### デキシーズ
店長
声 - 宮坂俊蔵
「デキシーズ」の店長。しかし仕事に関してはお世辞にも有能とはいえず、自分よりも店に詳しい寧々に頼る場面も。その関係からときどき寧々に「お礼」をする。
バイトの娘たち
「デキシーズ」でアルバイトをしている少女2人組で、十羽野商業高校2年生。仕事はまずまずできるが、寧々に頼ることも。プレイヤーに対して好意を抱いているようである。ラブプラス・ラブプラス+では単に「店員A・B」であったが、後述の『ラブプラス Nene Days』以降それぞれ「小毬真友子（こまりまゆこ）〈声 - 戸塚利絵〉」「尾鳥和香（おとりのどか）〈声 - 鎌田梢〉」という名前がつけられた。
槍沢薫（やりさわ かおる）
声 - 小松由佳
デキシーズの近くに開店したライバル店「アイーシャダイニング（元ネタは『ランブルローズ』に登場するデキシーの同級生アイーシャ）」のマネージャー。名前通りの「やり手」で、経営不振のデキシーズから有能な寧々を引き抜こうとする。

### 高嶺愛花の家族
高嶺 仁（たかね ひとし）
声 - 赤羽根健治（「ラブプラス」「ラブプラス＋」「NEWラブプラス＋」）／田中秀幸（「NEWラブプラス」「ドラマCD」）
収録時期により声優が異なっている。
愛花の実父。開業医。柔道剣道合わせて8段（主人公の妄想ではライフル道となまはげ道も）。厳格な父親で、テレビもバラエティ番組などは愛花に見せない。愛花が箱入り娘なのは父が一因となっている。
高嶺 珠深（たかね すみ）
声 - 山本百合子
愛花の実母。元看護士。愛花と主人公の恋をやさしく味方してくれている。

### 小早川凛子の家族
小早川 漂介（こばやかわ ひょうすけ）
声 - 真殿光昭
凛子の実父で快の義父。TV番組制作のディレクター。妻を亡くし、再婚しようとしたことで凛子がグレる要因となった。凛子がときどきTV業界用語を使うのは父の影響。
小早川 潔美（こばやかわ きよみ）
声 - 永島由子
凛子の義母で快の実母。漂介の再婚相手。再婚後は凛子とも仲良くやっている。
小早川 快（こばやかわ かい）
声 - 鈴木真仁
凛子の義弟。潔美の連れ子。8歳くらい。凛子とヴォルヴァビンごっこをするぐらい仲がいい。
小早川 静（こばやかわ しずか）
凛子の実母。享年29歳。故人のためラブプラスシリーズ本編には出てこない。

### 姉ヶ崎寧々の家族
姉ヶ崎 菜々子（あねがさき ななこ）
声 - 久川綾
寧々の実母。スーパーの惣菜売り場に勤務している。
姉ヶ崎の父
普通の会社員だが、現在単身赴任中。正月や盆には家に帰ってきている模様。ラブプラス本編未登場。

## アーケード版
『ラブプラス アーケード カラフル Clip』・『ラブプラス MEDAL Happy Daily Life』共に、2011年2月24日より順次稼働開始。両機種とも e-AMUSEMENT PASS に対応。

### ロケテストスケジュール
- 2010年7月24日・25日に、秋葉原で『ラブプラス アーケード』のロケテストを実施。
- 9月16日 - 9月19日に、東京ゲームショウ2010に『ラブプラス アーケード』・『ラブプラス MEDAL Happy Daily Life』を出展。9月18日 - 9月20日まで池袋でロケテストを実施。
- 10月16日・17日に京都でロケテストを実施[注 14]。『ラブプラス アーケード』が『ラブプラス アーケード カラフル Clip』に改題される。
- 2011年2月19日に、幕張メッセでおこなわれる「AOU2011アミューズメント・エキスポ」に『ラブプラス アーケード カラフル Clip』・『ラブプラス MEDAL Happy Daily Life』を出展。

### 各種連動
『ラブプラス+』や『NEWラブプラス』両ソフトのデータを一部引き継いで遊ぶことができるほか、様々な連動が行われている。連動にはいずれもe-AMUSEMENT PASSが必要。
アーケード・メダル間の連動
- プロフィール同期 - 最初に一方のゲームでプロフィールを登録してプレイデータが作成されると、他方のゲームの初プレイ時にはそのデータ（プロフィール・彼女）を基にプレイデータが自動的に作成される。そのため、同じPASSでアーケード・メダルそれぞれ違う彼女を指定することは不可能。
- 連動情報同期 - 一方のゲームで連動を行うと、他方のゲームを次回プレイする時に彼女の状態が同期される。アーケード→メダルの同期は自動だが、メダル→アーケードではアーケード側の連動を拒否する必要がある。
- 待受画面画像 - 赤外線通信機能を持つ携帯電話（フィーチャーフォン及びスマートフォン）向けの連動特典。同日中に両ゲームを1ゲーム以上プレイすると受け取れる（プレイ順はどちらからでも良いが、画像はメダルからのみ受取可）。1日1回限定で、違う画像が欲しい場合は翌日以降もう一度両ゲームをプレイする必要がある。

なおこれらの連動は2012年2月8日をもって停止。当初はNEWラブプラスとの連動に伴う調整とみられていたが、結局再開されないままアーケードのオンラインサービスが終了した。
『ラブプラス+』との連動
- 髪型連動（アーケード・メダル） - ラブプラスモードで表示されるARマーカーを筐体上部のカメラで読み込ませることで、本編と同じ髪型になる。ただし眼鏡等のアクセサリーは反映されない。

『NEWラブプラス』との連動
本編の通信メニューにある「アミューズメント連動」機能によって、多様な連携が行える。現在利用可能な連携は次の通り。
- 連動（アーケード・メダル） - 筐体側の2次元コードを本編（3DS本体の外側カメラ）で読み込み、続けて本編側で表示される2次元コードを筐体上部のカメラで読み込ませることで、本編と同じ彼女が登場する。アーケードでは呼び名等他の要素も反映されるが、メダルはラブプラス+連動と同様に髪型のみ連動する。
- 連動イベント（アーケード・メダル） - 連動終了後、筐体側の2次元コードを本編（3DS本体カメラ）で読み込むと、本編で彼女とゲームの感想を話すイベントが発生する。
- スクラッチカード（アーケード・メダル） - 連動イベント終了後、一定以上遊んでいた場合（アーケードは1プレイ以上・メダルは累計30BET以上）、本編でスクラッチカードが登場。3個のうち1個を削る（2回タッチする）とゲーム内通貨「リッチ」を獲得できる。カードは5種類あり（ノーマル・シルバー・ゴールド・プラチナ・プレミア）、レベルが高いほど通貨を獲得しやすくなる。ただしノーマルカードには「はずれ」が存在し、通貨を獲得できないこともある。
- 連動記念カード（アーケード） - 連動を行うと、印刷モード選択画面に「NEWラブプラス連動記念カード」が現れ、それを選択すると印刷される。L判サイズ。
- 限定衣装獲得（アーケード） - 連動終了後、アーケード限定衣装（彼女毎に12種類）のうち、プレイヤーが獲得済みの衣装が本編で開放される。開放された衣装はラブプラスモードなどで着用することがある。
- 名刺印刷（アーケード） - ゲーム終了後の印刷画面で「名刺印刷」を選択後、本編で作成した名刺データを読み込ませることで、各種フォトカードと同等の品質で名刺を印刷できる。名刺の大きさは一般的な名刺サイズ（2枚1組）とL判サイズ（1枚）から選択可。

なお続編の『NEWラブプラス+』では、これらの連動機能は全て削除されている。

### ラブプラス アーケード カラフル Clip
本編の派生作となるアーケードゲーム。開発は『投球王国ガシャーン』や『ワールドコンバット』を手がけた大橋昌幸プロデューサーが率いるチームが担当。同じくコナミのアーケードゲーム『REFLEC BEAT』と同様の縦型タッチパネル画面とボタン（左右各1個）を搭載しており、プレイヤーはデート（タッチパネル画面と左右ボタンを使ったミニゲーム）を楽しみながら彼女と親しくなっていく。なお筐体はヒロイン毎に愛花・凛子・寧々の3種類あり、開発当初は筐体毎にヒロインが固定されていたが製品版ではどの筐体でプレーしてもゲーム内容は全く同じになるように変更された。
2011年9月1日から、コナミのコミュニティサイト「e-AMUSEMENT GATE（現・eAMUSEMENT）」内に専用ページを開設。これまで携帯電話（フィーチャーフォン）専用サイトのコナミネットDXでしか閲覧できなかったプレイデータが、パソコンやスマートフォンからも閲覧可能となった。ただしプロフィール以外のプレイデータやヒントコーナーの閲覧には「e-AMUSEMENT ベーシックコース」への加入が必要となる（月額315円（2014年4月から消費増税に伴い324円）・コナミネットDXとは別課金）。なおGATEへのサービス集約に伴い、コナミネットDXのプレイデータ閲覧サービスは2012年3月31日付で終了した。
2012年2月16日、e-AMUSEMENT GATEとの連動サービス「写真転送サービス」が開始された。ゲーム終了後にシャッターボタンで撮影した写真をGATEの「写真BOX」に転送して（転送するかしないかは選択可）、BOX内の写真をダウンロード購入できる。BOXの容量は過去14日分または100枚。BOXの閲覧にはe-AMUSEMENT ベーシックコースへの加入が必要で、決済はPASELIのみ対応。高解像度の写真を購入するには、その写真を筐体側で1枚以上印刷している必要がある。
2014年7月31日、e-AMUSEMENTオンラインサービス・およびeAMUSEMENTサイトとの連動サービスが終了した。

#### ロケテストから製品版稼働開始まで
3度行われたロケテスト時点のゲーム内容は、3種のミニゲーム（ノット30・だるまさんがころんだ・スイカ割り）から1つを選んでプレイし、終了後に十数種類のイラストのうちいずれかがランダムにプリントアウトされるというもので（プリントアウトの希望の有無により料金が異なる）、その時点ではe-AMUSEMENT PASSへの対応やDS版本編との連動はなかった。
初回ロケテスト時点での開発度は30%として、製品版の仕様や本稼動の時期など、今後の展開については発表されていなかったが、2011年2月19日開催の「AOU2011アミューズメント・エキスポ」に開発が完了した製品版が出展され、同月24日より全国各地のアミューズメント施設で順次稼働開始している。
製品版では、ミニゲームが3つ追加され（スピード・しゃぼんだま・ダーツ）、e-AMUSEMENT PASSおよび電子マネー「PASELI」に対応。本編（初代ラブプラスには非対応）との連動も実装された。

#### 基本的な遊び方
継続的なプレイにはオンライン稼動の店舗でe-AMUSEMENT PASSを使用することが必須だが、前述の通りオンラインサービスが終了したため、現在はどの筐体もPASSを使用しない場合と同様に、プレイヤー名固定・ゲーム終了時にレベル等全クリアといった制約が課される事実上の体験プレイとなっている。以降の記述はサービス終了前のPASS使用時のプレイが前提。
初プレイ時は、PASS認証後にDS版本編と同様にプレイヤーのプロフィール（名前・呼ばれ方・誕生月日・血液型）を入力。オープニングでヒロイン3名の中から意中の一人を選ぶと、そのヒロインがプレイヤーの彼女（恋人）として現れゲームが始まる（最初に出会うヒロインがランダムかつ友達から始まる本編とは大きく異なる）。2回目以降はPASS認証後、前回プレイデータのダウンロード・ラブプラスメダル及び本編との連動を経てゲーム開始となる。なお一度ゲームが始まると登録されたプレイヤー情報（プロフィール・彼女）は変更できないため、万一間違えた場合は別のPASSで改めて登録し直す必要がある。
プレイヤーは、彼女とミニゲームで遊んだりスキンシップを取ることでラブゲージ（画面上部に表示されるハートが10個並んだグラフ）を増やし、獲得したハートの数だけプレゼントを開ける。これを繰り返すことで、プレイヤー自身や彼女のゲームレベルを上げる・彼女に服をプレゼントするなどして仲を深めていく。プレゼントの中には、ゲームレベルアップに必要な経験値や衣装の他にも、「L」「O」「V」「E」「P」「L」「U」「S」と書かれた8枚のパネル・彼女の笑顔が描かれたアイコン（テンションアイコン）・次回のミニゲームやファッションショーで使えるアイテム（後述）が入っていることがある。なおサービス終了時点でプレイヤーのゲームレベル上限は50、彼女のゲームレベル上限は99であった。
パネルが8枚全て揃う、またはデートプラスチャンス（後述）をクリアすると貰えるスペシャルプレゼントでダイレクトファッションショーを獲得すると、ご褒美イベントとして「ファッションショー」が始まる。選択肢が表示されてから5秒以内に画面をタッチするか左右ボタンを押して、彼女が次に着てくる衣装を予想する。正解だと彼女がその衣装で様々なポーズを取ってくれるが（プレイヤーのレベルが上がるにつれポーズの種類も増加）、不正解だと反対側の衣装を着て残念がり、テンションアイコンが1個消費される。開始時までに集めていたテンションアイコン（最大8個）が全て消費されるとその時点でファッションショーは終了するが、その前に10回正解するとさらなるご褒美イベントが発生、イベント終了後スタッフロールが流れる。

#### ミニゲーム
サービス終了時までに配信されたミニゲームは8種類で、初プレイ（レベル1）から遊べるゲームは次の5種類。
- ノット30：デートスポット「あなたの自宅」または「学校」を選択すると遊べる。1から順番に彼女と数字を言い合い、最後に30と言った方が負けとなる。一度に言える数字は3個まで。
- だるまさんがころんだ：デートスポット「噴水公園」を選択すると遊べる。彼女が「だるまさんがころんだ」とコールしている間に左右ボタンを連打して前進、コールし終えて振り向く前に前進を止める。これを繰り返して彼女に接近し、最後は彼女の身体にタッチするとクリア。彼女が振り向いてからも前進したと見なされた場合は失敗となる[注 17]。
- すいか割り：デートスポット「室内プール」を選択すると遊べる。水着（後述する夢チケット使用時はファッションショー専用衣装）を着て目隠しをした彼女に指示を出して、プール上に作られたコースから落下しないようにスイカのある場所まで誘導、うまくスイカを割らせることができればクリア。彼女がプールに落下（コースアウト）したり、辿りついてもスイカが割れなかった場合は失敗となる。
- 叩いてかぶってジャンケンポン：デートスポット「カノジョの自宅」または「学校」を選択すると遊べる。自動で行われるジャンケンの勝敗に応じて、左右どちらか片方のボタンを連打する（右ボタン連打でピコピコハンマーを使った攻撃・左ボタン連打で洗面器を使った防御）。攻撃成功および彼女のお手つき（攻守を間違える）でプレイヤーが1点獲得、防御失敗およびプレイヤーのお手つきで彼女が1点獲得。先に3点獲得した方が勝ちとなる。
- シルエットクイズ：デートスポット「ショッピングモール」を選択すると遊べる。彼女のシルエットを見てどの服を着ているかを予想する。全5問。ファッションショーに近いが、3択以上の選択肢やプレイヤーがまだ獲得していない衣装も登場する。

ゲームをある程度やり込んでプレイヤーのゲームレベルが上がると、以下の新しいミニゲーム（デートスポット）が順次開放される。
- ダーツ：レベル3で開放。デートスポット「ゲームセンター」を選択すると遊べる。的に当てて持ち点を減らし、先にちょうど0点にした方が勝ちという「01ゲーム」で彼女と勝負する。最初の持ち点は201点で、タッチまたはスライドで的を狙い、フリック（上方向へはじく）で矢を投げる。
- しゃぼんだま：レベル12で開放。デートスポット「噴水公園」または「学校」を選択すると遊べる。彼女と交互にシャボン玉を飛ばし、個数や大きさによって決まるポイント数を競う。彼女が持っているシャボン液のビンをタッチして、画面上でスライドするとシャボン玉が飛ぶ。また彼女の胸元付近でゆっくり円を描くようにスライドすると大きなシャボン玉作りに挑戦でき、成功するとポイントを多く獲得できる。
- スピード：レベル17で開放。デートスポット「カノジョの自宅」または「学校」を選択すると遊べる。ルールは「スピード (トランプゲーム)」を参照。4枚の場札から出したいカード→台札の順に画面をタッチしてカードを出し、左右ボタンで自分の手札から場札を補充する。

#### シャッタープラス
プリントアウトありでプレイした場合は「シャッタープラス」機能が有効になり、プレイ中に任意のタイミングで画面上のシャッターボタンを押すことで写真撮影が可能になる。シャッターボタンの右側には「FULL」「BODY」と書かれた小さなボタンがあり、「FULL」を選ぶとメッセージなど画面上全ての要素を写し（感覚としてはスクリーンショットに近い）、「BODY」を選ぶと背景と彼女だけを写すことができる。
ゲーム終了後、印刷モード選択画面から「シャッタープラス」を選ぶと写真選択画面に移り、画面右側縦方向にサムネイル表示されている写真の中から気に入ったショットを選んでプリントアウトできる。サムネイルをタッチすると背景画面でプレビューされ、「決定」ボタンをタッチすると確認画面を経てプリントアウト画面に移る。プリントアウト画面では簡易編集も可能で（ズーム・位置調整・日付挿入）、編集完了後「決定」ボタンをタッチすると印刷が開始され、しばらく待つと筐体下部の取出口に写真が排出される。プリントアウトありのプレイ料金には1枚分のプリント料金が含まれており、2枚以上印刷したい場合は追加料金が必要となる。
なお一度プリントアウト画面に移ると写真選択画面に戻ることはできないため、万一意図しない写真を選択した場合でもその写真を印刷するしかない。また「シャッタープラス」がある状態で「通常カード」「ロケーションカード」を先に選んで印刷すると、シャッタープラスの写真は印刷できなくなるので注意。
なお硬貨でのプレイは4回撮影するとシャッターボタンの色がグレーになり「撮影不可能」となるが、PASELIでのプレイはプレミアムプレーとして撮影回数が24回まで拡張される。ただしオプション扱いのため、原則として5回目以降はシャッターボタンが緑色に変わり、プリントアウト時に緑色のシャッターボタンで撮影した写真を閲覧・編集する際に追加でPASELIが必要になる。該当する写真のサムネイルは透明な枠で覆われていて、選択するとプレビューの前にPASELIが消費される旨の確認画面が現れ、消費ポイント数を確認した上で承諾し決済が正常完了すると、枠が消滅して全ての写真が開放される。追加ポイント消費の有無・消費ポイント数はプレイ料金と同様に店舗側で変更可能だった。しかしオンラインサービス終了によりPASELIも使用不可能となったため、現在プレミアムプレーは行えない。

#### アップデート履歴
2011年4月26日
- 『デートプラスチャンス』追加。規定数以上のハートを集めることで1プレイで最大3種類のゲームを遊べるチャンスで、3ゲーム連続でクリアするとスペシャルプレゼントを選ぶことができる。通常のプレゼントよりも非常に良いものが入っており、パネルが8枚揃っていなくても先述のファッションショーが始まる「ダイレクトファッションショー」アイテムが出ることもある。ただし3回クリアする前にパネルが8枚揃った場合は、ファッションショーが優先されてスペシャルプレゼントはもらえない。
- 新ミニゲーム『叩いてかぶってジャンケンポン』追加。

2011年6月1日
- 新ミニゲーム『シルエットクイズ』追加。
- シャッタープラスに『フリーカメラ』追加。画面右側にある「AUTO/FREE」スイッチをタッチして「FREE」に切り替えることで、上下左右の矢印ボタンを使ってカメラアングルを自由に変更できる。ただし衣装やポーズによっては指定できないアングルもあるので注意。
- プレゼントのコスチューム追加。なおコスチュームは、本体のアップデートとは無関係に随時追加されている。

2011年7月20日
- 『ラブプラス アーケード カラフル Clip "夏"』として、BGMやオープニング画面（今日は何の日）の背景を夏の海を意識したものに刷新（同年9月27日まで）。
- デートスポット「海水浴場」追加（同年9月27日まで）。海水浴場ではこれまで配信されたミニゲームのうち「だるまさんがころんだ」「ノット30」「ダーツ」「しゃぼんだま」の4種類を水着を着た彼女と楽しめる（ダーツ・しゃぼんだまはプレイヤーのレベルアップが必要）。

なお『夏』バージョンは2012年以降もほぼ同じ時期に同じ内容で実施された。ただし夢チケット（後述）を使用した場合、海水浴場における彼女の衣装はファッションショー専用衣装が優先される。
- 「コレクションBOX」追加。デートスポット選択時にこれまでコナミネットDXでしか確認できなかった衣装の一覧を確認できるようになった。表示は1プレイ1回のみ。
- 「くつろぎファッションショー」追加。ファッションショーでオープニングや正解時に彼女がリラックスしたポーズを取る。発生はランダムで、プレイヤーのレベルアップが必要。
- 「説明ガイド」追加。初心者向けにゲームの進め方をチュートリアル形式で随時説明する機能。

2011年10月4日
- スキンシップモード追加。ミニゲーム開始時に表示される条件（制限時間内に勝つ等）を満たすと移行する。DS版本編のスキンシップ同様、彼女に上手く触れることで獲得ハート数を上乗せできる。しかし触れる位置が悪いとハート数減少もあるので注意。
- ゲームを有利にするアイテム追加。登場するアイテムは「ボーナスハート（ミニゲームのハート数を1個追加）」「ごきげんチケット（ミニゲーム中のハート数減少を回避）」「おねがいチケット（ファッションショーで選んだ衣装を必ず着てくれる）」の3種類で、プレゼントボックス（通常ボックスのみ）から獲得できる。ボーナスハートとごきげんチケットは次回のミニゲームで強制的に使用されるが、おねがいチケットは明示的に使用しない限り何度でも持ち越せる（ただし2枚以上は持てない）。
- デートスポット「学校」追加。学校ではこれまで配信されたミニゲームのうち「スピード」「ノット30」「叩いてかぶってジャンケンポン」「しゃぼんだま」の4種類を制服を着た彼女と楽しめる（スピード・しゃぼんだまはプレイヤーのレベルアップが必要）。
- コスチューム「体操着」「体操着（ジャージ）」追加。標準衣装としてアップデート後最初のプレイ時に自動的に追加される。
- ファッションショーにおける水着着用時の髪型・モーション追加。アップデート前は髪型・モーション共に1パターンのみであった。
- 説明ガイド機能強化・その他不具合修正。

2011年12月15日
- クリスマス（12月31日まで）・正月など、オープニング画面の背景パターンを追加。
- 以下のコスチュームを追加。
  - 制服（カーディガン）（2011年12月15日〜） - NEWラブプラスで採用される十羽野高校の春冬用制服。標準衣装としてアップデート後最初のプレイ時に自動的に追加される。
  - パジャマ（2011年12月22日〜）
  - 旅行用コート（2012年1月12日〜）
  - スノーボードウェア（2012年1月19日〜）
  - フリルワンピース（緑・桃）（2012年2月2日〜） - 彼女が愛花の場合のみ獲得可。
  - サロペットスカート（紫・青）（2012年2月2日〜） - 彼女が凛子の場合のみ獲得可。
  - ボーダー柄Vネックニット（桃・青）（2012年2月2日〜） - 彼女が寧々の場合のみ獲得可。

2012年2月9日
- NEWラブプラスとの連動機能を実装。ただしNEWラブプラスの発売は14日で、連動開始は実質的にそれ以降となる。
- アイテム「夢チケット」追加。プレゼントボックスからこのチケットを獲得して、次回プレイ時に最初のミニゲーム選択画面で使用すると「夢イベント」となり、ファッションショー専用衣装を着た彼女とデートを楽しめる。彼女が着る衣装はランダムで、プレイヤーは指定できない。「おねがいチケット」同様、使用しない限り持ち越し可能（ただし2枚以上は持てない）。
- コスチューム「制服コート」追加。標準衣装としてアップデート後最初のプレイ時に自動的に追加される。
- ファッションショーで登場する衣装を拡充。またモーションの種類も大幅に増加（彼女毎に各20種類）。
- オープニング画面の背景パターンを追加。
- 説明ガイド機能の表示時間調整。
- その他不具合修正。

2012年3月1日
公式サイトでは告知されていないが、マイナーアップデートが行われた（バージョン番号も変更）。
2012年4月10日
- 限定スペシャルカードの追加。
- その他不具合修正。

#### フォトカード
フォトカードにはシャッタープラスの写真と同じ大きさの「L判サイズカード」と縦長の「短冊型カード」の2種類あり、どのカードもゲーム開始（初プレイ）時に選んだ彼女のカードのみ印刷される。L判サイズの場合は1枚、短冊型の場合は2枚のカードが筐体下部の取出口に排出される。どのサイズのカードが出るかは「通常カード」では完全にランダムだが、「ロケーションカード」では短冊型カードのみ排出される。
稼働開始時から配信されているカードは以下の通り。
- ワイドカード：6枚集めて横1列に並べると1つのイラストが完成する。印刷されるカードは月毎に決まっている（2または3種類）。4ヶ月毎にローテーション配信されていたが、2012年より絵柄が入れ替わり、2011年のカードは入手できなくなった。短冊型。
- デートスポットカード：DS版ラブプラス本編に登場するデートスポットと彼女が描かれている。短冊型。
- ミニゲームカード：現在配信されているミニゲームを楽しむ彼女が描かれている。短冊型。
- カレンダーカード：1か月分のカレンダーと彼女が描かれている。プレイした日の当月または翌月のカードが印刷される。2012年1月分より絵柄が刷新された。なお2011年12月の1か月間だけ旧デザインの2012年1月カレンダーを入手できた。L判サイズ。
- コラボレーションカード - e-AMUSEMENT PASS使用時のみ獲得可。同じPASS上にアーケード・メダル両方のプレイデータがある状態で、カード印刷時に通常カードまたはロケーションカードを印刷すると入手できることがある。ワイドカードと同様、印刷されるカードは月毎に決まっている。短冊型。
- あなたの誕生日カード：プレイヤーの誕生日から1週間以内にプレイした場合に印刷されることがあるイベントカード。このカードも含め、現在までに登場したイベントカードは特記なき場合全て短冊型。

稼働開始後にアップデート等で配信されたカードは下記の通り。
- 2011年（および2012年）3月7日から21日までの間、イベントカード『ホワイトデーカード』が登場。
- 2011年（および2012年）4月20日から5月8日までの間、寧々の誕生日を記念したイベントカード『ネネの誕生日』が登場。第1弾は短冊型（4月20日から28日）、第2弾はL判サイズ（4月29日から5月8日）。彼女が寧々の場合のみ獲得可。
- 2011年6月1日付のアップデートで、期間もしくは店舗限定で印刷される『限定スペシャルカード』が追加された。第一弾は6月1日から30日までの間登場した、十羽野高校の夏制服の上にレインコートを着た雨の中を歩く彼女を描いた[注 19]フォトカード。またラウンドワンやアドアーズなど一部のアミューズメント施設では、その店舗に対応した限定スペシャルカードが印刷されることがある。なお現在までに配信された限定スペシャルカードは全てL判サイズ。
- 2011年6月7日から7月31日までの間、日本クラフトフーズののど飴「ホールズ」のキャンペーン衣装を着た寧々が描かれた限定スペシャルカード『ネネホールズカード』が登場。またカードの配信期間中、プレゼントボックスからこのキャンペーン衣装を獲得できた。カード・衣装共に彼女が寧々の場合のみ獲得可。
- 2011年6月16日から、『ご当地ラブプラス』のキャラクターが描かれたカード『ロケーションカード』が追加された。ゲーム終了後の印刷モード選択画面から「ロケーションカード」を選ぶことで、プレイした店舗の都道府県が属するエリア（全6エリア）に対応したカードが印刷される。短冊型で、ロケーションカード以外の短冊型カードとセットで印刷される。
- 2011年（および2012年）7月1日から10日までの間、浴衣を着ている彼女を描いた[注 20]イベントカード『七夕カード』が登場。
- 2011年7月25日から2012年4月10日までの間、『NEWラブプラスカード』第1弾が登場。現在までに配信された同カードは全てL判サイズ。
- 2011年8月1日から31日までの間、浴衣を着た彼女が花火を背景に写っている限定スペシャルカードが登場。
- 2011年（および2012年）8月17日から9月4日までの間、凛子の誕生日を記念したイベントカード『リンコの誕生日』が登場。第1弾は短冊型（8月17日から25日）、第2弾はL判サイズ（8月26日から9月7日）。彼女が凛子の場合のみ獲得可。
- 2011年9月9日から19日までの間、満月をバックに彼女が描かれているイベントカード『月見カード』が登場。
- 2011年10月4日から31日までの間、体操着を着た彼女が描かれている限定スペシャルカード『体育祭カード』が登場。
- 2011年10月5日から23日までの間、愛花の誕生日を記念したイベントカード『マナカの誕生日』が登場。第1弾は短冊型（10月5日から13日）、第2弾はL判サイズ（10月14日から23日）。彼女が愛花の場合のみ獲得可。
- 2011年10月21日から11月6日までの間、「ハロウィン」コスチューム（後述）を着た彼女が描かれているイベントカード『ハロウィンカード』が登場。
- 2011年11月1日から30日までの間、冬制服の上にエプロンを着た彼女が描かれている限定スペシャルカード『文化祭カード』が登場。
- 2011年12月15日から31日までの間、クリスマスをイメージした限定スペシャルカード『クリスマスSPカード』が登場。
- 2011年12月16日から25日までの間、イベントカード『クリスマスカード』が登場。
- 2012年1月1日から15日までの間、限定スペシャルカード『年賀状SPカード』およびイベントカード『正月イベントカード』『おみくじカード（3種類）』が登場。
- 2012年1月1日から31日までの間、限定スペシャルカード『正月SPカード』が登場。
- 2012年1月16日から5月27日までの間にNEWラブプラスカード第2弾、同年1月23日から6月3日までの間に同カード第3弾がそれぞれ登場。
- 2012年2月7日から21日までの間、イベントカード『バレンタインカード』が登場。
- 2012年2月9日から『かるたカード』が追加された。2011年末にコナミのラブプラス用写真投稿サイト「ラブプラスフォトクラブ」で実施された「かるたコンテスト」の入賞作品をフォトカード化したもの。印刷モード選択画面から「かるたカード」を選択すると印刷される。あ行からわ行まで全10行・計46種類。毎週水曜日に2行単位で更新され、全行の配信終了後はローテーション配信となる。L判サイズ。
- 2012年2月9日から29日までの間、限定スペシャルカード『バレンタインメッセージカード』『スキーカード』が登場。
- 2012年2月14日から、『NEWラブプラス連動記念カード』が登場（獲得期限なし）。獲得方法は先述。
- 2012年3月1日から4月1日（当初3月31日までだったがその後変更）までの間、限定スペシャルカード『セブンイレブンカード』が登場。NEWラブプラス発売記念企画の一環で、セブンイレブンの制服を着た彼女が描かれている。またカードの配信期間中、プレゼントボックスからこの制服を獲得できる。
- 2012年3月8日から7月16日までの間NEWラブプラスカード第4弾、3月15日から7月22日までの間同カード第5弾がそれぞれ登場。
- 2012年3月23日から『コスチュームカード』が追加された（獲得期限なし）。ファッションショー専用衣装を着た彼女が描かれている。短冊型。
- 2012年4月1日から30日までの間、限定スペシャルカード『桜』が登場。
- 2012年4月10日から5月8日までの間、限定スペシャルカード『新学期』が登場。
- 2012年5月1日から31日までの間、限定スペシャルカード『ピクニック』が登場。イラストのみ・メッセージ付の2種類。
- 2012年5月17日から12月31日までの間、NEWラブプラスカード第6弾が登場。
- 2012年6月1日から30日までの間、限定スペシャルカード『梅雨』が登場。イラストのみ・メッセージ付の2種類だが、イラストのみのカードは前年同時期に配信された限定スペシャルカード第1弾と同一である。
- 2012年6月14日から12月31日までの間、NEWラブプラスカード第7弾が登場。
- 2012年7月1日から31日までの間、限定スペシャルカード『七夕』が登場。メッセージ付1種類のみ。
- 2012年7月23日から12月31日までの間、NEWラブプラスカード第8弾が登場。
- 2012年8月1日から31日までの間、限定スペシャルカード『花火』が登場。イラストのみ・メッセージ付の2種類だが、イラストのみのカードは前年同時期に配信された限定スペシャルカード第2弾と同一である。

### ラブプラス MEDAL Happy Daily Life
本編の世界観を基にしたメダルゲーム。本編のゲームセンターにも登場する「グランドクロス」および「スピンフィーバー」を制作したTeam Fortuneとの共同制作で、物理抽選機構を一切排除したTeam Fortuneとしては初の純粋なビデオ系メダルゲーム。彼女の家族や友人など、サブキャラクターも多数登場する。MILLIONET対応（ミリオンジャックポット・ミリオンランカー両対応。ただしミリオンジャックポットの抽選スロットは全画面ではなくタッチパネル画面上部中央に小さく表示され、ゲームは中断されない）。2017年5月末にサービス終了。サービス終了後、同社のFEATUREWORLDシリーズに改造された筐体もある。

#### ゲームの概要
ゲームはパネルゲームとスロットゲームの二種類あり、プレイヤーはどちらかのゲームを遊んで（自由に切替可能）、彼女とのデートを楽しむデートモード・大量メダル獲得チャンスとなるJACKPOTスロットを目指す。
e-AMUSEMENT PASSを使わなくても（オフライン稼働含む）プレイ可能だが、筐体毎に指定された彼女としか遊べない・アイテムや衣装を獲得できない等の制約が課される。e-AMUSEMENT PASSを使うことで、どの店舗及び筐体であっても同じ彼女と遊べる・アイテムや衣装の獲得・獲得した衣装を彼女に着せる・リアルデート（後述）ができるなど多くの利点がある。
e-AMUSEMENT PASSを使う場合は、リーダーにPASSを置いて認証後、初プレイの場合はプロフィールを入力してヒロイン3名の中から意中の一人を選択すると、そのヒロインがプレイヤーの彼女として登場しゲームが始まる。2回目以降は認証後、NEWラブプラスとの連動確認・お知らせ・立体視画面に登場する彼女からのメッセージを経てゲーム開始となる。

#### パネルゲーム
稼動当初からあるゲームモード。日常モード・イベントモードがある。
日常モードはメダルを賭けた後（5BET・10BET・20BETの3段階）、BET後に配られる5枚（5BET時は4枚）のパネルの中から場にあるパネルと同じ色または同じ矢印のパネルを選んで（カードゲームのUNOと同じ要領）、マップ上にいるミニ彼女を動かしていく。パネルを選び（彼女を動かし）続けるほど配当が上がり、選べるパネルがなくなった時点で配当の精算が行われる。続けて5枚（5BET時は4枚）以上パネルを選ぶと配当を獲得、それ未満の場合は配当を得られない。1ゲームで連続して選べるパネルは最大100枚（5BET時は最大50枚）で、その枚数に到達するとゴールとなり、まだ選べるパネルがあっても1ゲーム終了となる代わりに高額配当を得られる。
パネルは計7色で、そのうち赤・緑・青の3色を選ぶと（青は5BET時無効）、選んだ色に対応した「チャンスステップ（画面右上に表示される“あと○枚”の表示）」が1ずつ減少していく。各色のチャンスステップが「あと0枚」になると、イベントモードに移行する。青・緑のイベントモードは、デートモードに移行するチャンスイベントとなる。日常モードと同じルールでパネルを選び（チャンスステップは赤のみ有効）、落とし物を見つけるなどしてイベントを達成するとデートモードに移行する。中には規定ゲーム数以内に特定人物に追いつく・人物を目的地に連れて行くといったイベントもあり、規定ゲーム数内に達成できなかった場合は日常モードに戻りデートはお預けとなる。赤のイベントモードは彼女からメダルや衣装（ゲーム内のミニ彼女に着せる）などいろいろなプレゼントがもらえ、もらった後はその時点のモード（日常モードまたはチャンスイベント）に戻る。この赤のチャンスステップが0枚になると同時にそのゲームが終了した場合、配当の精算が行われてからイベントモードに突入する。よって「ODDS UP!」がこのとき貰えた場合、その効果は次回のゲームに持ち越されることとなる。なおイベント終了（デートモード終了・イベント達成失敗・プレゼント獲得）後、該当するチャンスステップは「あと75枚」にリセットされる。
マップ上に先述した彼女に関連するサブキャラクターが立っていることがあり（1ゲーム最大3人で彼女毎に異なる）、その人物の前後左右4マスに到達するとその人物との会話と同時に「ハッピールーレット」が出現し、止まった項目のボーナスを獲得できる。ボーナスには「MEDAL（5WIN・10WIN・20WIN）」「STEP UP!（各色3枚・10枚、チャンスイベント中は赤のみ）」「ODDS UP!（パネル配当が2倍になる）」「COIN（マップ上にランダムでコインが出現・彼女が止まるとメダル1枚獲得）」「デートモード（チャンスイベントを省略して直接デートモードに突入、日常モードのみ）」がある。なお会話の色が白ではなく紫色の場合はプレミアムチャンスとなり、「MEDAL 20WIN」「ODDS UP!」「デートモード（日常モードのみ）」のいずれかが確実に出る。
なお遊び方がやや難解であることから、「チュートリアルモード」が用意されている（2011年7月のアップデートで追加・最初の1ゲーム開始時に選択可能）。

#### スロットゲーム
2011年7月のアップデートで追加されたゲームモード。一定数のメダル(3・6・9・15・30・60BETの6段階)を賭けて3列×5リールのスロットを回し、メダル配当やボーナスを獲得していく。スロット回転時に予告演出が現れると、配当およびボーナス獲得の期待度が上がる。
運動靴やミニ彼女などの通常図柄が左端から同じ列に3個以上揃うと配当を獲得、立体視画面に彼女が登場して「ダブルアップチャンス」が始まる。「DOUBLE UP（全配当で挑戦）」「HALF DOUBLE（配当の半分で挑戦）」を選んだ場合、「グー」「チョキ」「パー」のどれかを選んで彼女とジャンケンを行う。自分が勝つと配当倍増、彼女が勝つと配当没収、あいこは再挑戦となる。チャンスは彼女が勝つか「COLLECT」を選ぶまで継続され、終了時点で「SAVE」に表示された枚数のメダルを獲得できる。チャンスに挑戦せず、いきなり「COLLECT」を選んでそのままメダルを獲得することも可能。
各リールに1個ずつ、ミニ彼女3人が集合した「CHANCE」図柄が登場することがあり、3個（リール）以上登場すると各種ボーナスを獲得する（左端から連続である必要はなく、列もバラバラで良い）。3個でプレゼント（パネルゲームの赤パネルイベントと同じ）、4個でデートモード、そして5個連続で大量メダル獲得となる。なお、5個連続のメダル配当はBET数によってはJACKPOTを超えることがある。

#### デートモード
4ステージ（ステージ1〜3・目的地）に分かれている。スロットゲームからのデートは「デートレベル」が適用され、レベルが高いほどメダル配当やハート獲得の期待度が上がる。パネルゲームからのデートモードはレベル指定なし。
ステージ1〜3では、5BETで1個ずつプレゼントボックスを開けてメダルやハート（1〜3個）を獲得していく（ハズレもあり）。各ステージ毎にボックスを10個開けるまでにハートを3個獲得するとクリアとなり、3ステージ連続してクリアすると目的地に到着する。しかし途中でハートが1個でも不足すると、その時点でデートモード終了（帰宅）となる。ステージ1・2をクリアすると、デートモード終了後にJACKPOTスロットに挑戦できる「JPスロットチケット」を2枚ずつ獲得する。ステージ2クリア後に道に迷ってプレイヤーにどちらに進むか決めさせるイベントが発生し、「右」「直進」「左」のいずれかを選択すると稀にステージ3を省略して目的地に到着することがある。
目的地では「スキンシップチャンス」として、画面上でシャッフルされたイベント（スポット）名が書いてある3枚のカードから1枚選ぶ。スキンシップ獲得カードを引くとそのイベントにまつわる会話後「スキンシップモード」に入るが、終了カードを引くと会話後デートモード終了となる（JPスロットチケットを1枚獲得）。なお、時々出る継続カードを引くと会話後残り2枚のカードで再抽選となる（JPスロットチケットを1枚獲得）。
スキンシップモードでは、彼女を指で撫でながら配当（メダルおよびJPスロットチケット）を獲得していく。スキンシップがうまく進むと立体視画面にあるハートが満たされていき、制限時間（60秒）内にハートが100%に到達した場合は「ハートMAX」となり、配当獲得後ご褒美（キス）イベントを経てデートモード終了となる。99%以下の場合は配当獲得後そのままデートモード終了となる。なお、スポットによってはハートMAXを達成するとデートモード終了時に衣装を獲得できる。

#### JACKPOTスロット
デートモード終了後、JPスロットチケットを持っている場合は「JACKPOTスロット」が始まり、獲得したチケットの枚数分だけスロットを回せる。スロットは先述のスロットゲームと同じ3列×5リールで、運動靴やミニ彼女などの図柄とイラストの断片が記されている。左端から同じ列に3個以上図柄が揃うとメダル配当を獲得、イラスト断片が完全に表示されるとそのリールはゲーム終了まで固定される。固定されたリールは「WILD」としてあらゆる図柄の代用となり、図柄の揃う確率が上がる。また、スロット回転時に予告演出が現れると配当獲得およびイラスト断片完全表示の期待度が上がる。この予告演出の一部は、事前に特定のアイテムを獲得することで解禁されるものもある。
イラスト断片が5枚とも完全に表示されてイラストが完成するとジャックポットが成立、その時点でのジャックポット数値（工場出荷時のプログレッシブ初期値500枚・1BETあたり0.01上昇。初期設定時の最大貯蓄2000枚）に成立までのスロット配当を加算した合計数分のメダルを獲得するとともに、e-AMUSEMENT PASS使用時には完成したイラストがギャラリーに保存されてMY PAGEの「JPアルバム」から鑑賞できる。

#### リアルデート
同じくTeam Fortuneが制作した大型メダルゲーム「GRAND CROSS CHRONICLE（先述したGRAND CROSSのシリーズ3作目）」や「FORTUNE TRINITY」とも連動、両機種で彼女と遊べる「リアルデート」機能を備えている。
e-AMUSEMENT PASSを使ってプレイしていると、パネルゲームの赤パネルイベントまたはスロットゲームのプレゼントボーナスで彼女からボールまたはオーブを貰うことがある。これがリアルデートに必要なリンクアイテムである。リンクアイテムを受け取った後、そのプレイデータが記録されたPASSを対応ゲームのカードリーダーに読み込ませると（暗証番号は不要）、モニターにラブプラスメダルのタイトル画像が表示された後彼女が登場、対応ゲームに応じたジャックポットチャンスに挑戦できるアイテム（ノーマルボールまたはオーブ）がフィールドに払い出されてリアルデートが始まる。プレイ中彼女はプレイヤーに話しかけたり、リーチなどボタン操作が必要なイベントではプレイヤーの代わりに操作するなど、さまざまなリアクションを見せる。また対応ゲームのMY PAGEからARコードを呼び出して、AppleのiOSデバイス用アプリ『ラブプラスi』バージョン1.4.0以降のメダルデートAR機能で撮影することも出来る（iPhone・iPod touch第4世代・iPad 2に対応）。なお彼女が画面に登場していない場合でも、対応ゲームの画面右下部にあるミニ彼女の表示でもデート中であることを確認できる。リアルデート終了後、再び当ゲームで同じPASSを認証すると、ゲーム開始前に彼女とリアルデートを振り返るイベントが発生する。この際JACKPOTを獲得していた場合、リアルデートの思い出として彼女の画像と獲得したWIN数が表示される。
リンクアイテムには有効期限が設定されていて、期限内にラブプラスメダルと同一店舗にある対応ゲームで使用しないと消滅してしまう。また「GRAND CROSS CHRONICLE」用のアイテムを「FORTUNE TRINITY」で使用することはできない（逆も同様）。さらに「FORTUNE TRINITY」のカードリーダーは携帯電話に対応していないので、携帯電話をe-AMUSEMENT PASSとして使用しているプレイヤーが同ゲームのリンクアイテムを受け取った場合、有効期限内にカードタイプのe-AMUSEMENT PASSにデータを引き継がないと使用できない。
なおリアルデートを体験してからアーケードをプレイすると、特典としてTeam Fortuneロゴ入りの衣装（計2種類）が追加され、彼女がファッションショー（くつろぎファッションショー含む）・夢イベント・シルエットクイズで着てくれることがあった。しかしアーケードのオンラインサービス終了により、不可能となった。
両シリーズの続編である「DREAMSPHERE GRAND CROSS」および「FORTUNE TRINITY 2」ではリアルデート機能は省略されており、両機種でのリアルデートは出来ない。ただし「DREAMSPHERE GRAND CROSS」は旧作（CHRONICLEまたはPREMIUM）との共存が前提となっており（コンバートは最大8ステーションまで）、コンバートされていないCHRONICLEのステーションでは引き続きリアルデートを楽しめる。

#### アップデート履歴
2011年4月14日
- デートモードのプレゼントボックスに赤ボックスが追加された（パネルゲームからのデートのみ）。赤ボックスが登場すると、高額メダル（50WIN）・標準メダル（5WIN）・ハート（1〜3個）のいずれかを必ず獲得できる。
- デートスポット・JACKPOTイラスト追加。

2011年6月7日
- 『ホールズ』コラボレーション企画対応。
- デートスポット追加。

2011年7月20日
- スロットゲーム追加。
- デートモードへのレベル制度導入（スロットゲームからのデートのみ）。
- チュートリアルモード追加（パネルゲームの遊び方説明）。
- デートスポット・JACKPOTイラスト追加。

2011年12月12日
- 期間限定アイテムおよび待受画面画像追加。

### キャンペーンイベント
- 2011年3月14日から21日にかけて、特製メダルセットプレゼント[注 23]、およびメダルのリアルデートに必要なリンクアイテムの無条件配布[注 24]を行う「ホワイトデーキャンペーン」を実施する予定だったが、実施直前の同月11日に発生した東日本大震災の影響で無期延期（事実上中止）となった。その後、同年5月13日から22日まで同じ内容の代替企画を実施することになった[37][注 25]。
- 2011年（および2012年）4月20日から5月8日にかけて、寧々の誕生日を記念したイベント「Happy Birthday Nene Anegasaki」を実施。期間限定でメダル・アーケード双方に記念アイテムが登場した（メダルは待受画面画像1種類・アーケードはプリントカード2種類）。メダルの待受画面画像はe-AMUSEMENT PASS使用時のみ獲得可。また2011年のキャンペーン開始前後にはメダル・アーケード両方のアップデートも行われた。
- 2011年5月12日、ニンテンドー3DS版「NEWラブプラス」の発売が発表され、それを記念して同日から5月31日までの期間限定で、アーケードに夢イベント（DS版本編に収録）で3人が着たコスチュームが登場した[注 26]。3人それぞれが好きな動物にちなんだコスチューム。プレゼントボックスで引き当てるとプレイヤーの所有コスチュームに追加され、ファッションショーまたは夢イベントで着てくれることがある。
- 2011年6月7日から、日本クラフトフーズののど飴『ホールズ』とのコラボレーション企画を実施。期間限定でメダル・アーケード双方に記念アイテムが登場した（メダルは待受画面画像とアイテム各1種類・アーケードはプリントカードと衣装各1種類）。メダルは6月19日まで、アーケードは7月31日までとなっている。カード以外はe-AMUSEMENT PASS使用時のみ獲得可。カード・衣装は彼女が寧々の場合のみ獲得可。またキャンペーン開始前後にはメダル・アーケード両方のアップデートも行われている。
- 2011年8月11日から「夏休みプレゼントキャンペーン」を実施。アミューズメント施設に置いてあるスタンプカードを貰い、アーケードはシャッタープラスで撮影・プリントアウトした写真をスタッフに提示（1枚でスタンプ1個・日付挿入必須）、メダルは一定額のメダルを借りる（1000円分でスタンプ5個）ことでスタンプを獲得し、スタンプを5個獲得したカード1枚で1回くじを引く。NEWラブプラスバージョンのオリジナルe-AMUSEMENT PASS（彼女毎に計3種類）またはオリジナル缶バッジ（全36種類）のどちらかが必ず貰える。スタンプカードは貰った施設でプレイした場合のみ有効で、賞品がなくなり次第キャンペーンは終了となる。
- 2011年（および2012年）8月17日から9月4日にかけて、凛子の誕生日を記念して期間限定でメダル・アーケード双方に記念アイテムが登場した（メダルは待受画面画像1種類・アーケードはプリントカード2種類）。メダルの待受画面画像はe-AMUSEMENT PASS使用時のみ獲得可。
- 2011年9月1日、「e-AMUSEMENT GATE」専用ページ開設を記念して、アーケードに「80's アイドル」コスチュームが登場した（現時点で獲得期限の明記なし）。DS版本編で特別な条件を満たすことでギャラリーに追加されるスペシャルイラストで3人が着用しているコスチューム。コスチュームの色は彼女毎に異なる。
- 2011年9月14日、アーケードに「悪魔」コスチュームが登場した（現時点で獲得期限の明記なし）。
- 2011年10月5日から23日にかけて、愛花の誕生日を記念してメダル・アーケード双方に記念アイテムが登場した（メダルは待受画面画像1種類・アーケードはプリントカード2種類）。メダルの待受画面画像はe-AMUSEMENT PASS使用時のみ獲得可。またキャンペーン開始直前にはアーケードのアップデートも行われた。
- 2011年10月12日、アーケードに「ハロウィン」コスチュームが登場した（現時点で獲得期限の明記なし）。
- 2011年11月7日、アーケードに「実況パワフルプロ野球」コスチュームが登場した（現時点で獲得期限の明記なし）。コナミの同名野球ゲームのマスコットキャラクター「パワプロくん」が着用しているユニフォーム。なお長袖ではなくノースリーブとなっている。
- 2011年11月14日、アーケードに「ランブルローズ」コスチュームが登場した（現時点で獲得期限の明記なし）。コナミの同名女子プロレスゲームに登場するキャラクターが着用しているコスチューム。コスチュームは彼女毎に異なる（愛花：日ノ本零子、凛子：キャンディ・ケイン、寧々：スペンサー先生）。
- 2012年2月14日、NEWラブプラス発売開始を記念して、同日から3月31日まで[注 27]の期間限定で、前年5月に配信された夢イベントコスチュームが再登場した。

## ソーシャルゲーム版

### ラブプラス コレクション
2013年4月18日稼働開始。2014年6月30日サービス終了。『ドラゴンコレクション』のゲームシステムを流用したコレクションシリーズの一員でもある。
ゲーム進行は「スケジュール」をこなしつつ、カノジョのカードを集めて行く。手に入れたカードに描かれたカノジョとの親密度が上がり、その都度ストーリーが進んで行く（他機種版の友達パートに相当）。スケジュールは「運動」（部活など）・「知識」（勉強、雑学など）・「感性」（芸術、音楽）・「魅力」（ファッション、流行など）の4パートに分かれ、好きなスケジュールをこなすことができる。
最初の選択肢で愛花、凛子、寧々、玲（2013年6月20日追加）のどれかのカードを選択できるが、途中で出会ったカノジョの恋人を目指しても構わない。「運動」は愛花の、「知識」は玲の、「感性」は凛子の、「魅力」は寧々のカードが出やすい傾向にある。他機種には無い新たなストーリーが追加され、さらに6月20日からは第4のカノジョとして玲が追加された。また、玲の追加と同時にセーブファイルも増えたが、それぞれのセーブファイルは独立しており、原則としてデータの融通はできない。「移動チケット」を手に入れることで、カードの融通が可能になる。
親密度を上げ、ストーリーを最後まで進めると、告白を受ける。他機種版とは異なり、全員の告白を断ることはできず、最初の3人を断っていると、4人目で必ず受けることになる。以降は「デート」が解禁され、恋人とのデートに出かけることができるようになる（他機種版の恋人パートに相当）。こなしたスケジュールに応じて、デートスポットが増えて行くため、引き続きスケジュールも進めることになる。
『ドラゴンコレクション』のゲームシステムを流用する関係上、対人戦も用意されている。「対決」コマンドがそれで、「スケジュール」で入手できる「コレクション」をコンプリートするため他の生徒（プレイヤー）に戦いを挑む。コレクションをコンプリートすると、アイテムが手に入ったり、新たなデートスポットに行けるようになる。
この他、随時期間限定のイベントが行われる。イベントでは、特殊なスケジュールに挑戦する形となる。イベントは、非常に強力な敵と戦ったり、あるいは対人戦となるため、最初から手に入るカードだけでは限界が出てくる。そのため、ガチャなどによるより強いカードの入手や、合成による強化が必要になる。

## ネイティブアプリ版

### ラブプラス EVERY
声優は『NEWラブプラス』と同様。一部イベントはVR機能にも対応している。
当初は2017年冬の配信を予定していたが、2018年2月26日に『さらなるクオリティアップを目指す』ことを理由に、配信を当面延期すると発表した。その後同年8月に配信開始を発表したが、同年8月29日、再度配信延期を発表した。
2019年3月14日より、iOS限定でクローズドテストが開始。同年9月12日に、東京ゲームショウ2019にて同年11月に配信予定であることが発表され、2019年10月31日に配信開始された。しかしサービス開始直後から不具合により臨時メンテナンスが長引き、6日夜「サービス再開日時は未定ですが、早期の再開に向け準備を進めていますので、今しばらくお待ちくださいますようお願いいたします。続報については、公式サイト・SNSなどを通じて、11月中に改めてお知らせをしていきます」と告知した。11月28日、サービス再開予定を12月中旬として、さらなるメンテナンス期間の延長を発表、12月11日に再開された。
2020年8月5日(水)14:00をもって、サービスを終了した。

## 他メディア

### CD
永遠ダイアリー
2009年9月2日発売。テーマ曲シングル。ヒロイン3人によるボーカル版、カラオケ版、BGM3曲を収録。
ラブプラス　ドラマティックサウンドトラック
2009年9月3日発売。
ラブプラス Character Single BOX
2009年11月20日、コナミスタイル限定発売。キャラクターソング各2曲とそのカラオケ版、BGM各8曲をヒロイン別に収録した3枚組。
ラブプラス Sound Portrait 高嶺愛花
2010年6月23日発売。CDドラマ全6話 + ボーナストラック「ささやきドラマ」（『みみもと ラブプラス』サンプル）+「Message from 早見沙織」。脚本はミノ☆タロー。
みみもと ラブプラス
2010年6月24日、コナミスタイル限定発売。バイノーラル録音したヒロイン3人の声が収録される。
微笑みフォトグラフ
2010年7月21日発売。『ラブプラス＋』テーマ曲シングル。
ラブプラス Sound Portrait 小早川凛子
2010年7月21日発売。CDドラマ全6話 + ボーナストラック「ささやきドラマ」（『みみもと ラブプラス』サンプル）+「Message from 丹下桜」。脚本はミノ☆タロー。
ラブプラス Sound Portrait 姉ヶ崎寧々
2010年8月18日発売。CDドラマ全6話 + ボーナストラック「ささやきドラマ」（『みみもと ラブプラス』サンプル）+「Message from 皆口裕子」。脚本はミノ☆タロー。
歌う ラブプラス
2011年1月27日、コナミスタイル限定発売。ヒロイン3人が歌うカバー曲9曲と（ソロ6曲・2人3曲）、3人ユニットで歌うオリジナル新曲1曲を収録。
NEWラブプラス メインテーマ & 歌う ラブプラス DVD
2011年12月22日、コナミスタイル限定発売。3人ユニットで歌う『NEWラブプラス』テーマ曲「Colorful Days」（ボーカル版・リミックス版・カラオケ版）およびBGM3曲を収録したCDと、「Colorful Days」および「歌う ラブプラス」ソロカバー曲のビデオクリップ（通常版・メリープラスマス2010版）計13曲を収録したDVDの2枚組。
NEWラブプラス Original Soundtrack
2012年2月14日、コナミスタイル限定発売。NEWラブプラスで使用されているBGM51曲を収録した2枚組。
NEWラブプラス Character Song & Extra Soundtrack
2012年3月22日、コナミスタイル限定発売。キャラクターソング各1曲とそのカラオケ版、アーケード版BGM27曲を収録した2枚組。

### 漫画化
2010年より、講談社の漫画雑誌5誌にて連載開始。
ラブプラス Manaka Days
『月刊少年ライバル』2010年5月号 - 2011年3月号に連載。全11話。作者は現津みかみ。単行本全2巻。
ラブプラス Rinko Days
『別冊少年マガジン』2010年5月号 - 2012年1月号に隔月で連載、『週刊少年マガジン』2011年11号にも出張読みきりが掲載された。作者は瀬尾公治。単行本全2巻。
本作のみ、主人公にあたる少年の容姿がはっきり描かれており、「相川亘(あいかわ わたる)」という名前がつけられている。
関連作品に高本ヨネコ作のコラボレーション漫画「ラブの華トラブル」が存在する。詳細は該当項目を参照。
ラブプラス Nene Days
『月刊ヤングマガジン』2010年5月号 - 2011年5月号に連載。全17話。作者は九月タカアキ。
コメディ色が強い。単行本全2巻。
ラブプラス Girls Talk
『マガジンイーノ』No.07 - 13に連載。作者は櫻太助。単行本全1巻（ナンバリングされているが続刊はない）。
上記4作品については、2011年2月14日に単行本第1巻がそれぞれ初版発行・発売。
ラブプラス カノジョの過去
『good!アフタヌーン』#10 – 12に連載。作者は若宮弘明。
単行本全1巻（2010年11月5日初版発行・発売） ISBN 978-4-06-310708-1

### 攻略本
ラブプラス公式ガイド
　2009年10月21日発行、256ページ。 ISBN 978-4-86155-257-1
ラブプラス+公式ガイド
　2010年9月10日発行、320ページ。　ISBN 978-4-04-726788-6
NEWラブプラス公式ガイド
　2012年4月2日発行、368ページ。 ISBN 978-4-04-727973-5
NEWラブプラス+公式完全ガイド
2014年4月8日発行、384ページ。ISBN 978-4-04-729614-5

### ラジオドラマ
凛子役の丹下がパーソナリティのラジオ番組『丹下桜のRADIO・A・La・Mode』（超!A&G+）内で、ドラマCD『ラブプラス Sound Portrait』の一部が「ラブプラスドラマ」として2010年5月16日から7月25日まで、高嶺愛花編・小早川凛子編・姉ヶ崎寧々編の順に各4回全12回が先行放送された。